# Laurence Olivier Awards 1997
Die 21. Laurence Olivier Awards 1997 wurden von der Society of London Theatre vergeben, um herausragende Theater- und Musicalproduktionen zu würdigen. Ausgezeichnet wurden Produktionen der Theatersaison 1996/97.

## Hintergrund
Der Laurence Olivier Award (auch Olivier Award) ist ein seit 1976 jährlich vergebener britischer Theater- und Musicalpreis. Er gilt als höchste Auszeichnung im britischen Theater und ist vergleichbar mit dem Tony Award am amerikanischen Broadway. Verliehen wird die Auszeichnung von der Society of London Theatre. Ausgezeichnet werden herausragende Darsteller und Produktionen einer Theatersaison, die im Londoner West End zu sehen waren. Die Auszeichnungen hießen zunächst Society of West End Theatre Awards und wurden 1985 zu Ehren des renommierten britischen Schauspielers Laurence Olivier in Laurence Olivier Awards umbenannt. Die Nominierten und Gewinner der Laurence Olivier Awards „werden jedes Jahr von einer Gruppe angesehener Theaterfachleute, Theaterkoryphäen und Mitgliedern des Publikums ausgewählt, die wegen ihrer Leidenschaft für das Londoner Theater“ bekannt sind.

## Gewinner und Nominierte
| Bestes neues Theaterstück | Bestes neues Musical |
| --- | --- |
| - Stanley von Pam Gems – National Theatre Cottesloe - Blinded by the Sun von Stephen Poliakoff – National Theatre Cottesloe - The Beauty Queen of Leenane von Martin McDonagh – Royal Court Theatre - The Herbal Bed von Peter Whelan – Royal Shakespeare Company im Barbican Centre / The Pit                                                                       | - Martin Guerre – Prince Edward Theatre - Nine – Donmar Warehouse - Passion – Queen’s Theatre |
| Beste neue Comedy | Beste Wiederaufnahme Musical |
| - Art von Yasmina Reza – Wyndham’s Theatre - Laughter on the 23rd Floor von Neil Simon – Queen’s Theatre - The Complete Works of William Shakespeare (Abridged) von Adam Long, Daniel Singer und Jess Winfield – Criterion Theatre | - Tommy – Shaftesbury Theatre - By Jeeves – Duke of York’s Theatre / Lyric Theatre - Jesus Christ Superstar – Lyceum Theatre - Smokey Joe’s Cafe – Prince of Wales Theatre |
| Bester Darsteller Theaterstück | Beste Darstellerin Theaterstück |
| - Antony Sher als Stanley Spencer in Stanley – National Theatre Cottesloe - Paul Scofield als John Gabriel Borkman in John Gabriel Borkman – National Theatre Lyttelton - Ken Stott als Yvan in Art – Wyndham’s Theatre - David Suchet als George in Who’s Afraid of Virginia Woolf – Aldwych Theatre                                                                | - Janet McTeer als Nora Helmer in A Doll’s House – Playhouse Theatre - Eileen Atkins als Mrs. Gunhild Borkman in John Gabriel Borkman – National Theatre Lyttelton - Vanessa Redgrave als Ella Rentheim in John Gabriel Borkman – National Theatre Lyttelton - Diana Rigg als Martha in Who’s Afraid of Virginia Woolf – Aldwych Theatre |
| Bester Darsteller Musical | Beste Darstellerin Musical |
| - Robert Lindsay als Fagin in Oliver – London Palladium - Iain Glen als Martin Guerre in Martin Guerre – Prince Edward Theatre - Paul Keating als Tommy in Tommy – Shaftesbury Theatre - Steven Pacey als Bertie Wooster in By Jeeves – Duke of York’s Theatre / Lyric Theatre                                                                                       | - Maria Friedman als Fosca in Passion – Queen’s Theatre - B.J. Crosby als Darsteller in Smokey Joe’s Cafe – Prince of Wales Theatre - Joanna Riding als Sarah Brown in Guys and Dolls – National Theatre Olivier - Imelda Staunton als Miss Adelaide in Guys and Dolls – National Theatre Olivier                                        |
| Bester Nebendarsteller | Beste Nebendarstellerin |
| - Trevor Eve als Dr. Mikhail Lvovich Astrov in Uncle Vanya – Albery Theatre - Stephen Boxer als Barnabus Goche in The Herbal Bed – Royal Shakespeare Company im Barbican Centre / The Pit - Tony Haygarth als Juror #3 in Twelve Angry Men – Comedy Theatre - Owen Teale als Torvald Helmer in A Doll’s House – Playhouse Theatre                                    | - Deborah Findlay als Hilda Carline in Stanley – National Theatre Cottesloe - Frances Barber als Sonya Alexandrovna Serebryakova in Uncle Vanya – Albery Theatre - Anna Chancellor als Patricia Preece in Stanley – National Theatre Cottesloe - Clare Holman als Honey in Who’s Afraid of Virginia Woolf – Aldwych Theatre              |
| Bester Nebendarsteller / Beste Nebendarstellerin Musical | |
| - Clive Rowe als Nicely Nicely Johnson in Guys and Dolls – National Theatre Olivier - James Gillan als Uncle Ernie in Tommy – Shaftesbury Theatre - Hugh Ross als Dr. Tambourri in Passion – Queen’s Theatre - Tony Selby als Ben Rumson in Paint Your Wagon – Open Air Theatre                                                                                      | |
| Bester Regisseur / Beste Regisseurin | Bester Choreograph / Beste Choreographin |
| - Des McAnuff für Tommy – Shaftesbury Theatre - Richard Eyre für John Gabriel Borkman – National Theatre Lyttelton - Anthony Page für A Doll’s House – Playhouse Theatre - Matthew Warchus für Art – Wyndham’s Theatre | - Bob Avian für Martin Guerre – Prince Edward Theatre - Wayne Cilento für Tommy – Shaftesbury Theatre |
| Bester Bühnenbildner / Beste Bühnenbildnerin | Bester Kostümdesigner / Beste Kostümdesignerin |
| - Tim Hatley für Stanley – National Theatre Cottesloe - John Arnone für Tommy – Shaftesbury Theatre - Paul Farnsworth für Passion – Queen’s Theatre - Mark Thompson für Art – Wyndham’s Theatre | - Tim Goodchild für The Relapse – Royal Shakespeare Company im Barbican Centre / The Pit - Louise Belson für By Jeeves – Duke of York’s Theatre / Lyric Theatre - William Dudley für Mary Stuart – National Theatre Lyttelton - David C. Woolard für Tommy – Shaftesbury Theatre                                                         |
| Bester Lichtdesigner / Beste Lichtdesignerin | |
| - Chris Parry für Tommy – Shaftesbury Theatre - Mark Henderson für John Gabriel Borkman – National Theatre Lyttelton - David Hersey für Martin Guerre – Prince Edward Theatre - Hugh Vanstone für Art – Wyndham’s Theatre | |
| Herausragende Leistungen Ballett | Beste neue Ballettproduktion |
| - Die Tänzer und Tänzerinnen der Rambert Dance Company für ihre Ballettsaison – London Coliseum - Sue Blane für ihr Design von Alice in Wonderland, English National Ballet – London Coliseum - Viviana Durante in Anastasia... Now Langourous, Now Wild..., The Royal Ballet – Royal Opera House - Thomas Edur in Alice in Wonderland und Giselle – London Coliseum | - Cinderella, English National Ballet – London Coliseum - Alice in Wonderland, English National Ballet – London Coliseum - Carmina Burana, Birmingham Royal Ballet – Royal Opera House |
| Herausragende Leistungen Oper | Beste neue Opernproduktion |
| - Elgar Howarth als Dirigent von Die Soldaten und Der Prinz von Homburg, English National Opera – London Coliseum - Wolfgang Gobbel für das Lichtdesign von The Midsummer Marriage, The Royal Opera – Royal Opera House und Tristan und Isolde, English National Opera – London Coliseum - Karita Mattila in Don Carlos, The Royal Opera – Royal Opera House         | - Tristan und Isolde, English National Opera – London Coliseum - Cavalleria rusticana und Pagliacci, Welsh National Opera – Royal Opera House - Fidelio, English National Opera – London Coliseum |

## Sonderpreise
| Kategorie                         | Preisträger     |
| --------------------------------- | --------------- |
| Sonderpreis der Society of London | Margaret Harris |

## Statistik

### Mehrfache Nominierungen
- 8 Nominierungen: Tommy
- 5 Nominierungen: Art, John Gabriel Borkman and Stanley
- 4 Nominierungen: Martin Guerre and Passion
- 3 Nominierungen: A Doll’s House, Alice in Wonderland, By Jeeves, Guys and Dolls and Who’s Afraid of Virginia Woolf
- 2 Nominierungen: Alice in Wonderland, Smokey Joe’s Cafe, The Herbal Bed, Tristan und Isolde and Uncle Vanya

### Mehrfache Gewinne
- 4 Gewinne: Stanley
- 3 Gewinne: Tommy
- 2 Gewinne: Martin Guerre